# Fiat Ottimo
 (janvier 2014).
Si vous disposez d'ouvrages ou d'articles de référence ou si vous connaissez des sites web de qualité traitant du thème abordé ici, merci de compléter l'article en donnant les références utiles à sa vérifiabilité et en les liant à la section « Notes et références ».
La Fiat Ottimo est une compacte du constructeur automobile italien Fiat. Elle est la version 5 portes de la Fiat Viaggio, qui dérive de la Dodge Dart.

## Présentation

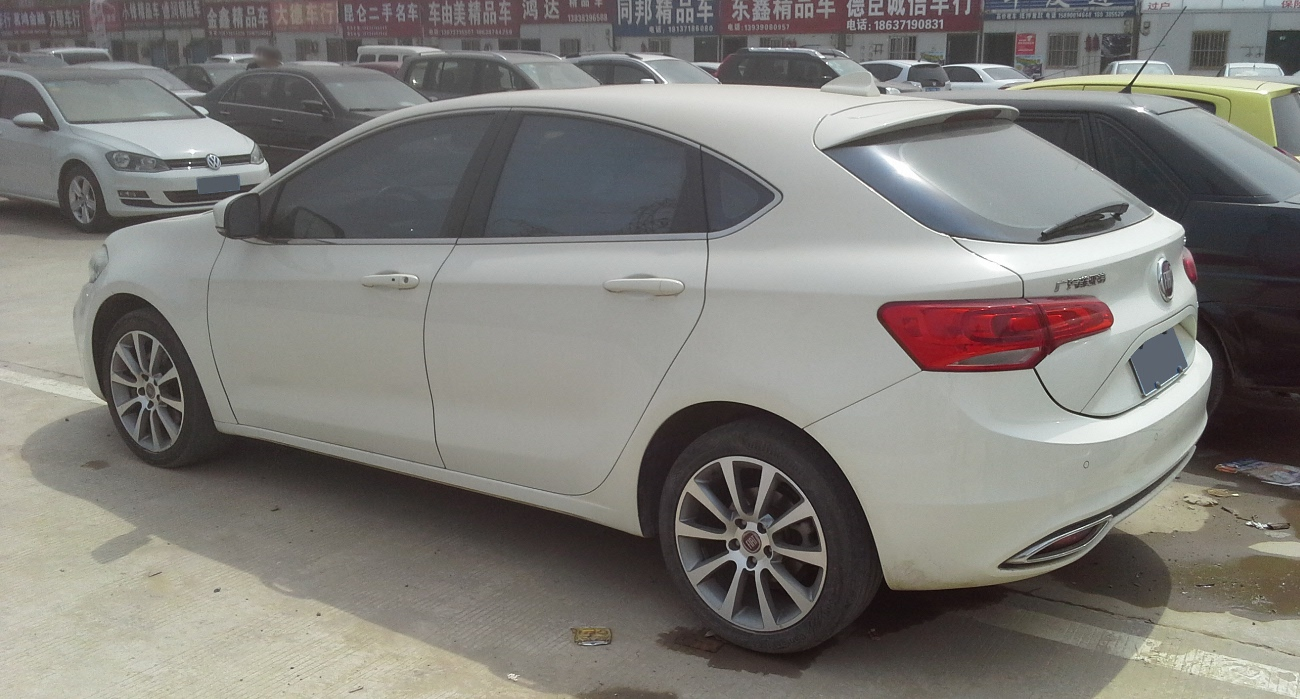
Fiat Ottimo

Présentée le 22 novembre 2013 au Guangzhou Motor Show, cette nouvelle voiture est le second modèle issu de la coopération entre Fiat et Guangzhou Automobile (GAC) à travers la coentreprise Fiat-GAIC
La production de la Fiat Ottimo a débuté en début d'année 2014 dans l'usine de Changsha (province du Hunan). Elle est commercialisée uniquement en Chine. Son prix de vente est de 100 000 yuan, soit 12 300 €uros.

## Caractéristiques

### Structure
Comme la "Fiat Viaggio", la Fiat Ottimo est construite à partir d'une structure en acier, basée sur la plateforme CUSW inaugurée avec l'Alfa Romeo Giulietta et que le bureau d'études Fiat a utilisé pour la nouvelle Dodge Dart lancée au début de l'année 2012 aux États-Unis.
Comme la Viaggio, elle a été dessinée par le Centro Stile Fiat de Turin. Les designers ont habilement modifié la partie arrière de la Viaggio pour intégrer le hayon. Cette configuration de voitures commence à peine à s'imposer sur le marché chinois, très traditionaliste. Les jeunes générations semblent plus apprécier cette formule surtout lorsque la voiture offre des caractéristiques sportives[réf. souhaitée].

### L'habitacle
L'habitacle de la Fiat Ottimo est traité pour répondre aux goûts de la clientèle chinoise, très regardante sur le niveau d'équipement et la finition. Tout l'habitacle est recouvert avec des matériaux haut de gamme. L'équipement, plutôt à tendance sportive, offre entre autres un système de radio-navigation avec un écran tactile de 8,4 pouces.

### La mécanique
Le moteur est le turbo essence Fiat 1,4 TJet, quatre cylindres 16 soupapes de 1 368 cm3 en versions 120 et 150 ch, accouplé à une boîte manuelle à 5 vitesses ou à la transmission double embrayage DDCT (Dual Dry Clutch Transmission) développée par Fiat Powertrain Technologies. C'est une première dans la gamme du constructeur. Cette transmission était jusqu'alors réservée aux modèles Alfa Romeo.